# روبرت ویلیامز (بازیگر)
روبرت ویلیامز (انگلیسی: Robert Williams; ۱۵ سپتامبر ۱۸۹۴ – ۳ نوامبر ۱۹۳۱) هنرپیشه اهل ایالات متحده آمریکا بود.
از فیلم‌ها یا برنامه‌های تلویزیونی که وی در آن نقش داشته‌است می‌توان به قانون عمومی اشاره کرد.